# Episodi di Douglas Fairbanks, Jr., Presents (quarta stagione)
La quarta stagione della serie televisiva Douglas Fairbanks, Jr., Presents è andata in onda negli Stati Uniti dal 7 novembre 1955 al 10 settembre 1956 sulla NBC.
| nº | Titolo originale           | Prima TV USA      |
| -- | -------------------------- | ----------------- |
| 1  | Success Train              | 7 novembre 1955   |
| 2  | Guilt                      | 14 novembre 1955  |
| 3  | A Borderline Case          | 21 novembre 1955  |
| 4  | Heritage                   | 5 dicembre 1955   |
| 5  | The Immigrant              | 12 dicembre 1955  |
| 6  | A Fast Buck                | 2 gennaio 1956    |
| 7  | Dimitrios                  | 16 gennaio 1956   |
| 8  | Deadline: Vienna           | 23 gennaio 1956   |
| 9  | Gabrielle                  | 30 gennaio 1956   |
| 10 | Better Mousetraps          | 6 febbraio 1956   |
| 11 | The Present                | 13 febbraio 1956  |
| 12 | Jason's House              | 20 febbraio 1956  |
| 13 | No Samples                 | 27 febbraio 1956  |
| 14 | A Walk in the Wilderness   | 5 marzo 1956      |
| 15 | Welcome My Wife            | 12 marzo 1956     |
| 16 | First Day                  | 19 marzo 1956     |
| 17 | A Flight of Birds          | 26 marzo 1956     |
| 18 | The Intruder               | 2 aprile 1956     |
| 19 | A New Life                 | 9 aprile 1956     |
| 20 | The Dunce                  | 23 aprile 1956    |
| 21 | Ship Day                   | 21 aprile 1956    |
| 22 | The Murderer               | 7 maggio 1956     |
| 23 | Point of View              | 14 maggio 1956    |
| 24 | Mutiny                     | 28 maggio 1956    |
| 25 | The Story of Pan Yusef     | 4 giugno 1956     |
| 26 | A Train to the Sea         | 11 giugno 1956    |
| 27 | A Likely Story             | 2 giugno 1956     |
| 28 | Play Me a Blue Note        | 2 luglio 1956     |
| 29 | The Way Home               | 9 luglio 1956     |
| 30 | Mister Purley's Profession | 23 luglio 1956    |
| 31 | Treasure in Store          | 20 agosto 1956    |
| 32 | Beloved Stranger           | 3 settembre 1956  |
| 33 | Guy in the Middle          | 10 settembre 1956 |

## Success Train
- Prima televisiva: 7 novembre 1955

### Trama
- Guest star: Colette Deréal (Anita), Peter Illing (Louis Martin), Robert Rietty (Jacques Bargeton), Derek Sydney (Alfredo), Gordon Tanner (Bart Gordon), Errol John (barista)

## Guilt
- Prima televisiva: 14 novembre 1955

### Trama
- Guest star: Joan Miller (Myra), Avis Scott (Jane), Ray Jackson (Peter), John Stuart (Police Inspector), John Boxer (poliziotto)

## A Borderline Case
- Prima televisiva: 21 novembre 1955

### Trama
- Guest star: Greta Gynt (Carla), Bernard Lee (Rudi Lankert), Robin Bailey (Paul Olhof), Peter Bull (generale Tuishnov), Charlotte Mitchell (Anna), Vernon Greeves (Adjutant), Brian Wilde (annunciatore radio)

## Heritage
- Prima televisiva: 5 dicembre 1955

### Trama
- Guest star: Robert Beatty (tenente / Cdr. James Duncan, RCN), Betty McDowall (Philippa), Lee Patterson (Clegg), Robert Brown (Surgeon Lt. Donald Reynell, RCNVR), Marvin Kane (Mather)

## The Immigrant
- Prima televisiva: 12 dicembre 1955

### Trama
- Guest star: André Morell (Jan), Laurence Payne (Konrad), Leo Bieber (capitano Leskov), Gene Anderson (Linda Preston), Christopher Lee (Makarenko), Ballard Berkeley (Edward Preston), Martin Boddey (Yurovitch), Norah Gorsen (Anna)

## A Fast Buck
- Prima televisiva: 2 gennaio 1956

### Trama
- Guest star: John McCallum (Holman), Lois Maxwell (Cynthia), George Coulouris (Craiger), Alexander Gauge (Slotterly), Arnold Bell (ispettore), Ian Fleming (Clerk to the Court), John Miller (Magistrate), Neville Crabbe (Harry)

## Dimitrios
- Prima televisiva: 16 gennaio 1956

### Trama
- Guest star: Dermot Walsh (Dimitrios), Karel Stepanek (Petros), Ellen Pollock (Sophia), Ingeborg von Kusserow (Marigo), Alan Wheatley (Nicolis), Josephine Griffin (Argyro), Robert Brown (Zanos), Kenneth Haigh (Georgios), Vi Stevens (Sosana)

## Deadline: Vienna
- Prima televisiva: 23 gennaio 1956

### Trama
- Guest star: Delphi Lawrence (Hilde Draus), Eric Pohlmann (Dietrich Schmidt), MacDonald Parke (Chester Hill), Larry Cross (A.L. White), Maurice Kaufmann (Frank Wattriss), Gerik Schjelderup (Lars Ileson), John Le Mesurier (Geoffrey Warren), Cecil Brock (agente)

## Gabrielle
- Prima televisiva: 30 gennaio 1956

### Trama
- Guest star: André Morell (Georges), Ingeborg von Kusserow (Gabrielle), Kenneth Haigh (Pierre)

## Better Mousetraps
- Prima televisiva: 6 febbraio 1956

### Trama
- Guest star: Ella Raines, Paul Carpenter (Hank Steiger)

## The Present
- Prima televisiva: 13 febbraio 1956

### Trama
- Guest star: James Kenney (Ricky), Carol Marsh (Say), Angela Crow (Marie), Anne Blake (Miss Abott), Humphrey Morton (detective), Joby Blanshard (poliziotto)

## Jason's House
- Prima televisiva: 20 febbraio 1956

### Trama
- Guest star: Finlay Currie, Gene Anderson, Patrick Holt

## No Samples
- Prima televisiva: 27 febbraio 1956

### Trama
- Guest star: Ron Randell, Betty McDowall, Al Mulock

## A Walk in the Wilderness
- Prima televisiva: 5 marzo 1956

### Trama
- Guest star: Renée Asherson (Chloe), Betty McDowall (Anne Ross), Ernest Clark (dottor Simpson), Dandy Nichols (Mrs. Luck), Arthur Brander (Mr. Sloan), Anna Gerber (Julie), Pamela Binns, Anne Flack

## Welcome My Wife
- Prima televisiva: 12 marzo 1956

### Trama
- Guest star: James Hayter (Brannigan), Barry Keegan (Martin Figgis), Olga Dickie (Mrs. Tooley), Tony Quinn (Meehal), Harry Hutchinson (Cromarty), Pamela Wright (Katie Figgis)

## First Day
- Prima televisiva: 19 marzo 1956

### Trama
- Guest star: Tom McCauley, Frank Latimore, Mary Steele (Carol)

## A Flight of Birds
- Prima televisiva: 26 marzo 1956

### Trama
- Guest star: Margaret McCourt (Tamara), Richard Palmer (Mark), Walter Janssen (Baron), Erik Jelde (Anton), Elisabeth Neumann-Viertel (Marthe), Anton Reimer (prete), Rolf von Nauckhoff (Heinrich)

## The Intruder
- Prima televisiva: 2 aprile 1956

### Trama
- Guest star: Moira Lister (Eve), Lily Kann (Sarinem), Tom Tann (Atmo), Boscoe Holder (Witch Doctor)

## A New Life
- Prima televisiva: 9 aprile 1956

### Trama
- Guest star: Ron Randell (dottor Lambert), Renée Asherson (dottor Susan Braden), Gerard Heinz (dottor Mory), Jean Anderson (Sorella Charing), June Rodney (Hazina)

## The Dunce
- Prima televisiva: 23 aprile 1956

### Trama
- Guest star: Wolf Petersen (Paul Mueller), Gerhard Kittler (Walter Gotz), Eva Maria Meineke (Karen), Heliane Bei (Anna Kobler), Rolf Kralovitz (Willi Breyer), Til Kiwe (Hans Toller), Hans Erich Pfleger (Franz Krebs)

## Ship Day
- Prima televisiva: 21 aprile 1956

### Trama
- Guest star: Cyril Cusack (dottor Macey), Clifford Evans (capitano Dickson), John Rae (MacTaggart), Michael Hall (Ford), James Liggat (Blake), Alexander Gauge (Mr. Marks), Elspeth March (Mrs. Marks), Raymond Young (Wayne), Barry Fennell (Colin), Golda Casimir (Maire)

## The Murderer
- Prima televisiva: 7 maggio 1956

### Trama
- Guest star: Howard Vernon (Peters), Marianne Wischmann (Jenny), Joe Rivé (vecchio)

## Point of View
- Prima televisiva: 14 maggio 1956

### Trama
- Guest star: Bobby Howes (Paul Martel), Barbara Mullen (Marthe), Michael Ripper (Albert), Henry Oscar (Stallholder), Willoughby Goddard (Berthold III), Bryan Coleman (Dupont), Anne Blake (Madame Lebrun), Anne Ridler (receptionist)

## Mutiny
- Prima televisiva: 28 maggio 1956

### Trama
- Guest star: Clifford Evans (tenente Latour), Laurence Payne (capitano de Rochemont), Tom Bowan (sergente Villard), John Charlesworth (Miklos), Victor Brooks (Lindt), William Abney (Schmidt), Gordon Needham (Roche)

## The Story of Pan Yusef
- Prima televisiva: 4 giugno 1956

### Trama
- Guest star: Luciana Paluzzi (Maria), Richard Palmer (Yanek), Hilde Schreiber (Felka), Jaspar von Oertzen (First Soldier), Horst Loska (Second Soldier), Heinz Kargus (Semionow)

## A Train to the Sea
- Prima televisiva: 11 giugno 1956

### Trama
- Guest star: Nora Swinburne (Mary), Ian Hunter (Tom), Mary Steele (Magdalena), Robin Hunter (Frank), Peter Veness (Rex), Lynette Mills (Daphne), Pamela Thomas (Evelyn), Tom Gill (Derrick), Jacqueline Curtis (Mavis), Peggy Ann Clifford (Gerta)

## A Likely Story
- Prima televisiva: 2 giugno 1956

### Trama
- Guest star: Betty McDowall (Phyllis Butler), William Franklyn (David Butler), Nicola Braithwaite (Susan Butler), Mary Jones (Miss Applegate), Evelyn Hall (Mrs. Lucas), Betty Woolfe (Housekeeper), Richard Rogers (Bobby), Lloyd Lamble (poliziotto), John Cazabon (Window Cleaner)

## Play Me a Blue Note
- Prima televisiva: 2 luglio 1956

### Trama
- Guest star: Mary Steele (Sue), Gene Anderson (Delta), Robert Ayres (Vito), Pat Clavin (Bo), Teresa Thorne (Marcy), Desmond Roberts (Mercer)

## The Way Home
- Prima televisiva: 9 luglio 1956

### Trama
- Guest star: Mary Kerridge (Rachel), Honor Blackman (Kathy), William Franklyn (Stanley), Rosamund Waring (Sue), Richard Caldicot (John), Lorraine Clewes (Mary), John Le Mesurier (dottor Lloyd), Richard Rogers (ragazzo)

## Mister Purley's Profession
- Prima televisiva: 23 luglio 1956

### Trama
- Guest star: Roland Culver (Fred Purley), Jane Baxter (Martha), Leslie Perrins (Andy), Moira Lynd (Ethel), Tom Macaulay (Jim), Elspeth March (Lucy), Jack Hobbs (Harry), Erik Chitty (George), Robert Raglan (ispettore Bryant)

## Treasure in Store
- Prima televisiva: 20 agosto 1956

### Trama
- Guest star: Kathleen Harrison (Mrs. Mintern), Margot Grahame (Lady Markham), Frederick Piper (Fred Mintern), Mary Sivern (Rene Mintern), Olive Sloane (Mrs. Blades), Arthur Lovegrove (Mr. Blades), Chili Bouchier (Mrs. Truckle), Doris Hare (Maisie), Richard Caldicot (Sir Charles), John Barrard (Mr. Figg)

## Beloved Stranger
- Prima televisiva: 3 settembre 1956

### Trama
- Guest star: Ella Raines (Claire Calvert), Betty McDowall (Laura), Hugh Sinclair (Digby Calvert)

## Guy in the Middle
- Prima televisiva: 10 settembre 1956

### Trama
- Guest star: Robert Beatty (Rodney), Yolande Donlan (Sally), Irene Browne (Agnes), John Longden (Mr. Campbell), Charles Richardson (Mr. Dunn)